# Rota do Chá
A Rota do Chá, conhecida principalmente como Rota dos Cavalos do Chá ou Chamadao (chinês simplificado: 茶马道; chinês tradicional: 茶馬道), agora geralmente referida como Antiga Rota dos Cavalos do Chá ou Chamagudao (chinês simplificado: 茶马古道; chinês tradicional: 茶馬古道) era uma rede de caminhos de caravanas que serpenteiam pelas montanhas de Sichuan, Yunnan e Tibete, no sudoeste da China. Esta também era uma rota comercial de chá. Às vezes também é chamada de Rota da Seda do Sul ou Rota da Seda do Sudoeste.
Existem numerosos elementos arqueológicos e monumentais sobreviventes, incluindo trilhas, pontes, estações intermediárias, cidades mercantis, palácios, postos de parada, santuários e templos ao longo do percurso.
Antiga Rota dos Cavalos do Chá é um conceito histórico com um significado específico. Refere-se a uma importante estrada de tráfego formada pela troca de chá e cavalos entre os Han e o Tibete, desde as dinastias Tang e Sung até a República da China.